# David Durenberger
David Durenberger est un homme politique américain né le 19 août 1934 à Saint Cloud (Minnesota) et mort le 31 janvier 2023 à Saint Paul (Minnesota),. Il est sénateur des États-Unis pour le Minnesota sous l'étiquette du Parti républicain de 1978 à 1995.

## Biographie
David Durenberger grandit à Collegeville dans le centre du Minnesota. Il est diplômé de l'université Saint John (en) en 1955 puis de la faculté de droit de l'université du Minnesota en 1959. Il sert dans l'armée de terre américaine entre 1956 et 1963 puis devient avocat.

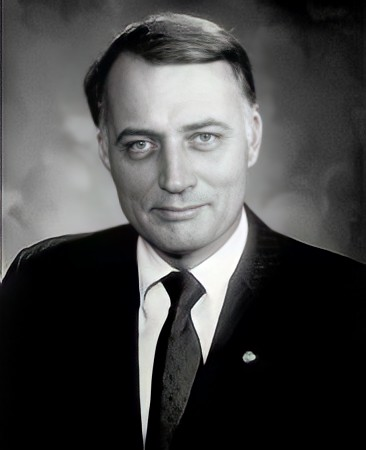
Portrait de David Durenberger au Sénat.

En 1978, David Durenberger envisage de se présenter au poste de gouverneur du Minnesota. Le Parti républicain local semble cependant lui préférer le représentant Al Quie. Durenberger se présente alors au Sénat des États-Unis, à l'occasion d'une élection partielle provoquée par la mort de l'ancien vice-président Hubert Humphrey. Il affronte l'homme d'affaires démocrate Bob Short, qui a remporté une primaire difficile face à Donald M. Fraser (en) soutenu par le DFL,,. David Durenberger reçoit le soutien d'une partie de la gauche du Parti démocrate, rebutée par le conservatisme de Short, et est élu sénateur avec environ 61 % des suffrages.
Durant son mandat, David Durenberger est considéré comme un républicain libéral ou modéré, souvent en désaccord avec le président Ronald Reagan. Longtemps donné favori pour un second mandat, l'élection de 1982 se resserre lorsque le démocrate Mark Dayton dépense plusieurs millions de sa fortune personnelle contre Durenberger. Il est réélu avec une faible avance sur Dayton (52,6 % contre 46,6 %). En 1988, il est facilement réélu face à Skip Humphrey, fils de son prédécesseur.
Le 25 juillet 1990, le Sénat se prononce à l'unanimité (96-0) en faveur d'une résolution condamnant David Durenberger pour avoir dépassé le montant maximum autorisé pour des discours rémunérés (100 000 dollars) et pour avoir loué un appartement à Minneapolis dans le seul but d'obtenir des remboursements de frais de transports (40 000 dollars). Durenberger choisit de ne pas se représenter en 1994. L'année suivante, il plaide coupable pour détournement de fonds publics et est condamné à une année de probation. Il rejoint alors une société de conseil.